# Rebel·lió de l'Eureka
La rebel·lió de l'Eureka fou una revolta de miners ocorreguda en Ballarat, Victòria, Austràlia, en 1854. La insurrecció esclatà per mor del descontentament pels preus de les mercaderies i el tracte injust dels oficials supervisors de les mines d'or de la regió. Tot i que la revolta es trobava circumscrita a Ballarat, el descontentament subjacent fou difós durant tres anys gràcies a les xarrades públiques, la desobediència civil i les delegacions de treballadors en diverses mines d'or victorianes. Les demandes dels miners incloïen el dret a vot, l'accés a la propietat de la terra i la disminució dels impostos. El desassossec i reivindicació massiva de les esmentades sol·licituds començaren amb el Forest Creek Monster Meeting de desembre de 1851 i quallaren en la formació de l'Associació contra la Llicència de prospecció aurífera (Anti-Gold Licence Association) en Bendigo, Victòria, en 1853.
Malgrat la rebel·lió fou silenciada amb afany i violència suposà una fita en la política australiana. Els tres anys d'agitació per part dels miners i el suport mediàtic en Melbourne afavoriren la introducció completa del sufragi femení per dones blanques en les eleccions a la Cambra Baixa del Parlament victorià. El rol del Fort Eureka en la lluita pels drets dels miners d'or fou acceptat, encara que amb controvèrsia, amb el naixement de la nova democràcia en Austràlia. El rol de la Rebel·lió de l'Eureka en la lluita pels drets dels miners d'or fou acceptat, tot i que controvertidament, amb el naixement de la democràcia en Austràlia.

## Cojuntura
La colònia de Victòria, una regió poc poblada de pagesos, va ser delimitada i separada de Nova Gal·les del Sud l'1 de juliol de 1851. La seva tranquil·litat va ser bruscament interrompuda amb el descobriment d'or, que va atreure a un bon nombre d'immigrants caçafortunes.
La llavor de l'Eureka Stockade va ser la incapacitat de gestionar la demografia recent per part del govern colonial. Per copar el cos governatiu, la població dirigent composta per immigrants assentats (squattocracy), es va enfrontar políticament a la població d'itinerants. La seva resposta va ser la imposició d'una llei marcial no oficial, recolzada per la Comissió de l'or, una organització quasi militar. Per això, alguns dels immigrants recents observaven a les autoritats victorianes amb suspicàcia, associant-les a les angleses.
En poc temps, la fàcil prospecció aurífera de l'or de superfície va ser esgotada, i es va requerir l'extracció a gran profunditat, sota metres de roca i argila. En 1854, els camps de Ballarat van ser ocupats per 25.000 o més miners (dades de febrer de 2007), majorment procedents d'Irlanda, però també del Regne Unit, altres parts d'Europa, Xina i Amèrica del Nord, alguns d'aquests últims procedents de la febre de l'or californiana. Els boscos adjacents a les zones mineres van ser desproveïts de tota cobertura arbòria per proporcionar la fusta requerida per a l'extracció.
La màxima autoritat en els camps corresponia al Comissionat Resident per a l'Or, Robert Rede, reforçat amb una guarnició militar. L'origen dels ingressos de govern eren les llicències de mineria, corresponent a una superfície d'explotació de 3.6 m². El muntant mensual de l'impost era de 30 shillings, una enorme quantitat en aquell temps, que havia de pagar-se es trobés o no or en el terreny. L'avanç de la ira dels miners va estar relacionada amb les «caces de llicències» en les quals la policia militar perseguia a aquells que no tinguessin aquestes llicències. Una petició en contra d'aquestes caces va obtenir més de 5000 signatures recollides, presentades en 1853.
En setembre de 1854, sir Charles Hotham incrementà la freqüència de recaptació de les llicències a dues per setmana. A més a més d'això, dos incidents feren de guspira per l'inici de la violència per part dels miners:
- El primer fou l'arrest arbitrari de Johannes Gregorious, un armeni no angloparlant, i del seu associat, Stipe Mesich, un gitano romaní nascut en Orahovica. Foren erròniament acusats d'assaltar un oficinista. A més, eren servidors de dos sacerdots catòlics, el Pare Smyth i el Pare Matthew Krizanac, la qual cosa fou interpretada com una afronta religiosa per part de la majoria catòlica irlandesa component de la població minera, encara recordant l'opressió econòmica i religiosa en el seu país d'origen per part dels britànics.[7]

- El segon fou el veredicte d'innocència del taverner i posader James Bentley, acusat d'assassinar al miner James Scobie. En octubre, una gentada indignada per aquest veredicte botà foc el negoci de Bentley tot quedant destruït.[8]

## Peter Lalor
Peter Lalor va ser el líder dels miners que van lluitar al Fort Eureka, i l'autor del jurament de lleialtat usat pels miners a Eureka, i que ell mateix va utilitzar. Laror era originari de Tinakill, Comtat de Laois, Irlanda. Peter era el fill d'un membre de la Cambra dels Comuns britànica. Segons Bert i Bon Strange "... sembla que ell es va fer comandant en cap gairebé per casualitat ... Tenia 25 anys, sis peus d'altura i era impulsiu per naturalesa."

## La Rebel·lió de l'Eureka avui
La Rebel·lió, en anglès anomenada Eureka Stockade, o amb més exactitud, la força motriu d'opinió pública que la va seguir, ha estat caracteritzada com "el Naixement de Democràcia" dins d'Austràlia. La seva importància real és incerta; de manera diversa ha estat mitificada per grups d'interès particulars com una rebel·lió d'homes lliures contra la tirania imperial, d'empresa lliure independent contra imposició de contribucions pesades, de treballadors contra una classe privilegiada dirigent, o com una expressió de republicanisme.
La Rebel·lió Eureka va ser segurament la rebel·lió més important en la història d'Austràlia i, depenent com es defineixi una rebel·lió, pot ser considerada l'única. La importància de la rebel·lió, però, és discutible. Alguns historiadors creuen que la importància indubtable de l'esdeveniment en el registre públic es deu al fet que la història australiana no té una major rebel·lió armada, equivalent amb la Revolució francesa, la Guerra civil anglesa, o la Guerra de la Independència dels Estats Units: en conseqüència, segons aquest punt de vista, la història de l'Eureka Stockade ha tendit a ser inflada més enllà de la seva veritable importància. D'altres, però, mantenen que l'Eureka Stockade va ser un gran esdeveniment i que va marcar un canvi en el curs de la història australiana. El debat roman actiu i pot romandre obert molt de temps més.

## Conseqüències
Com l'historiador Geoffrey Blainey comentà, «Tot govern al món probablement hagués contraatacat davant el desenvolupament de l'Stockade». Per un temps va semblar que l'statu quo havia estat restituït, i que Rede governava amb mà de ferro.

### Processos per sedició i gran traïció.
El primer procés relacionat amb la rebel·lió va ser un càrrec de sedició contra Henry Seekamp, del Ballarat Times. Seekamp va ser arrestat al seu despatx el 4 de desembre de 1854 a causa de les opinions abocades en els seus articles. Alguns d'ells van ser escrits per George Lang, el fill d'un famós ministre presbiterià i polític republicà, el reverend John Dunmore Lang. Ell, va ser capturat com a difusor d'un libel sediciós entre un jurat de Melbourne el 23 de gener de 1855 i, després d'apel·lar, sentenciat a sis mesos de presó el 23 de març. Va sortir de la presó el 28 de juny de 1855, amb tres mesos d'anticipació.
Una recompensa de 400 lliures per la captura de Peter Lalor i George Black.
Dels 120 detinguts després de la rebel·lió, tretze van ser portats a judici. Aquests van ser: Timothy Hayes, President de la lliga reformista de Ballarat. James McFie Campbell, procedent de Kingston, Jamaica. Raffaello Carboni, italià i tinent dels buscadors que parlaven llengües europees. Jacob Sorenson, jueu. John Manning, periodista irlandès del Ballarat Times. John Phelan, irlandès amic de Peter Lalor. Thomas Dignum, nascut a Sydney. John Joseph, afroamericà procedent de Nova York. James Beattie, irlandès. William Molloy, irlandès. Jan Vannick, holandès. Michael Tuohy, irlandès. Henry Reid.

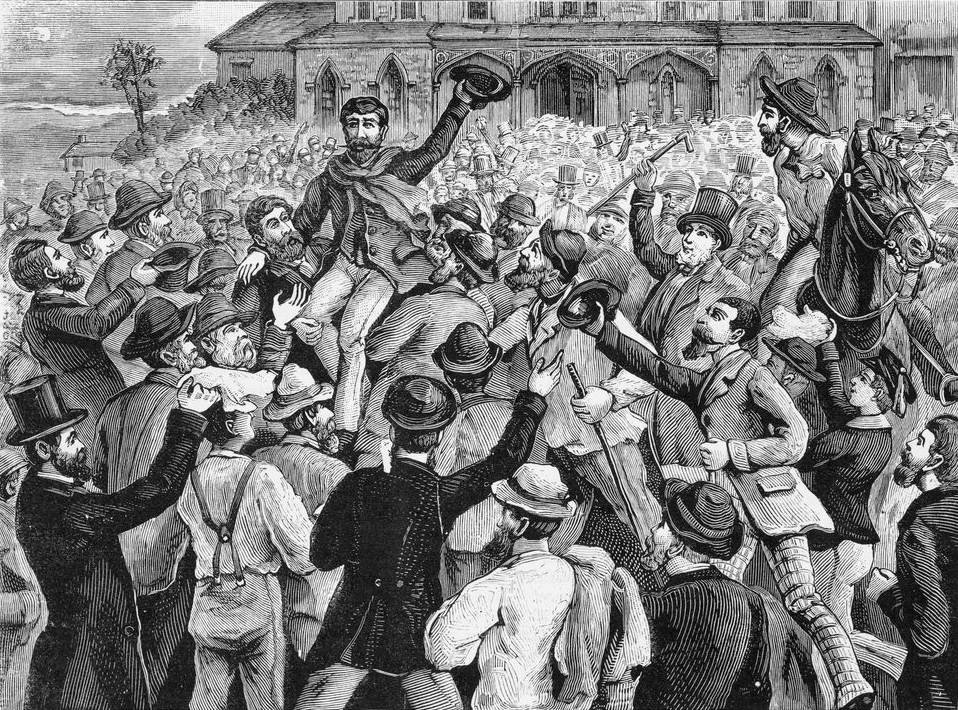
Gravat en xilografia de celebracions públiques després de l'absolució dels rebels d'Eureka. Autor desconegut.

El primer judici va començar el 22 de febrer de 1855, amb John Joseph acusat d'alta traïció. Joseph era un dels tres americans arrestats, i l'únic que no va ser alliberat després de la intercessió del consolat nord-americà. La seva persecució va ser dirigida per Willian Stawell, que representava a la corona, juntament amb William à Beckett. Després de la lectura de les proves, el jurat va determinar la no culpabilitat en el veredicte. John Joseph va ser aclamat pels carrers de Melbourne davant 10.000 persones.
Sota els auspicis de el cap de justícia victorià Redmond Barry, els altres encausats van ser ràpidament absolts, fet secundat per l'aprovació popular general. Rede fou traslladat cap a una posició insignificant en la Victòria rural.

## Batalla de la Fortificació d'Eureka

### Mobilització paramilitar i fidelitat a la Creu del Sud
A l'alça de la ira i el ressentiment entre els miners, es va elegir un líder més militant, Peter Lalor. De manera ràpida, es va muntar una estructura militar. Es van formar brigades i es van nomenar capitans. Les llicències van ser cremades, i l'1 de desembre a Bakery Hill, « Els miners desafectats ... van celebrar una reunió on la bandera australiana de la independència va ser solemnement consagrada i se'n va prometre la seva defensa», amb el « jurament d'Eureka» fet servir per Peter Lalor convidant als seus companys manifestants, que es van acampar al voltant de la bandera a resistir-se a la caça de llicències i l'assetjament per part de les autoritats: «Jurem per la Creu Sud de fer-nos costat veritablement els uns als altres i lluitar per defensar els nostres drets i llibertats.»
La bandera blanca i blava d'Eureka, que va ser dissenyada per un miner canadenc, el capità Henry Ross, i que no portava més que la Creu del Sud, va ser aixecada per la primera ocasió (enregistrada per escrit); segons The Ballarat Times, que esmentava per primera vegada la bandera una setmana abans el 24 de novembre de 1854, cap a les onze hores es va hissar la «Creu del Sud», i la seva aparença de símbol estrenat era un espectacle fascinant. Hom pensa que Anastasia Hayes va cosir la bandera. Probablement influenciada per dissenys anteriors com la Bandera de la Federació Australiana, com a gest de desafiament , va excloure deliberadament la Bandera de la Unió Britànica, que es troba inclosa en la bandera oficial d'Austràlia. La bandera d'Eureka era coneguda com a bandera australiana en aquell moment, i com a Creu del Sud, amb el diari The Age, el 28 de novembre dient: « La bandera australiana onejarà triomfalment al sol del seu propi cel blau sense igual davant de milers de fills adoptius d'Austràlia » ; L'endemà de la batalla: «Es van reunir al voltant de la bandera australiana, que ara té una dotació permanent de personal de bandera» ; i durant els processos judicials per l'Eureka de 1855, es va jurar que la bandera d'Eureka també seria coneguda com la «bandera del cavador» i també com «la Creu del Sud».

#### "Remember Vinegar Hill": Factors de la dimensió irlandesa en la passivitat de forces a l'stockade
El 3 de desembre, es va produir un enfrontament desbocat entre els miners i la policia, recolzada pels militars. Els miners van planificar la seva defensa. Van construir una fortificació feta amb estaques de troncs i van atacar amb habilitat, però no eren cap partit per a la força ben armada a què s'enfrontaven. Acabada la batalla, 125 miners van ser presos i molts van en resultar ferits. Sis policies i soldats van morir i hi va haver almenys 22 morts entre els excavadors:
El diari Argus, del 4 de desembre de 1854, va informar que la "Union Jack" havia de ser aixecada a sota de la bandera d'Eureka a la fortificació dels rebels i que ambdues banderes estaven en possessió de la policia de base.
Alguns s'han qüestionat si aquest únic informe contemporani sobre els manifestants que no hi van participar per la presència de Union Jack és exacte. En defensa d'aquest escenari alternatiu, s'ha subratllat que el periodista investigador podia haver tingut disponibles informes de testimonis oculars de les dues banderes capturades i que possiblement va ser una resposta en l'onzena hora a la lleialtat dividida entre l'heterogènia força rebel que es trobava en procés d'abandonament (en un moment hi havia presents 1.500 en l'escenari de 17.280 homes concentrats a Ballarat, només 150 dels quals van participar en la batalla), amb l'elecció de la contrasenya de Lalor per a la nit del 2 de desembre: "Vinegar Hill" (Batalla de la Rebel·lió Irlandesa de 1798) provocant que la rebel·lió decaigués entre els que eren disposats a resistir-se a l'exèrcit; es va córrer la veu que la qüestió del domini irlandès s'havia implicat.
Gregory Black, historiador militar i autor d'Eureka Stockade: A Ferocious and Bloody Battle, concedeix que les dues banderes es podrien haver aixecat el dia de la batalla, ja que els miners reclamaven defensar els seus drets britànics, amb un article més a The Argus el 9 de desembre de 1854, va comunicar que el constable Hugh King havia trobat una bandera com la Union Jack que portava un pres de la batalla. i, segons l'Enciclopèdia Eureka, el sergent John McNeil en aquell moment va esguerrar una bandera a la Spencer Street Barracks de Melbourne, que es deia que era la bandera d'Eureka, però que podria ser que fos una Union Jack.
És cert que la gent d'origen irlandès estava fortament representada a la Fortificació d'Eureka. Els historiadors dels fets han descobert que, a més de formar part de la majoria de miners de la força final, la zona on es va establir la posició defensiva va ser poblada de manera aclaparadora pels irlandesos. El professor Geoffrey Blainey ha avançat que la creu blanca darrere de les estrelles de la bandera d'Eureka "realment és una creu irlandesa en lloc de ser una configuració de la Creu del Sud"

### La retirada del destacament de Rangers Independents de Califòrnia deixa enrere una petita guarnició
Durant el 2 de desembre, la màxima força rebel es va formar a l'interior de fort i al seu voltant. Uns dos-cents nord-americans més, els Independent Californian Rangers, sota el lideratge de James McGill, van arribar cap a les 16.00 h. Els nord-americans estaven armats amb revòlvers i ganivets mexicans i tenien cavalls. En una decisió fatídica, McGill va decidir treure la majoria dels Rangers californians fora de les empallissades per interceptar els reforços britànics procedents de Melbourne que es rumorejava. Els espies de Rede van observar aquestes accions. Aquella nit, molts dels miners van tornar a la seva pròpia tenda de campanya després de la tradicional festa amb alcohol de dissabte a la nit, amb el supòsit que les forces militars de la reina no serien enviades a atacar el Sabbath. Un petit contingent de miners va romandre al campament, fet que els espies van comunicar a Rede.

### Stockade
La fortificació en si fou un afer matusser. Es va construir ràpidament durant els dies següents a partir de carros de fusta bolcats. L'estructura mai no va ser destinada a ser una defensa militar o fortalesa. En paraules de Lalor: «no va ser més que un recinte per mantenir els nostres propis homes i no es va erigir mai amb la mirada de la defensa militar». Lalor ja havia exposat un pla pel qual, "si les forces del govern venen a atacar-nos, els hauríem de trobar a les fosses de grava, i si ens veiéssem obligats, ens en hauríem de retirar a l'altura cap a l'antiga gorja Canadian Gully, i allí presentarem l'oposició final"

### Setge del Fort Eureka

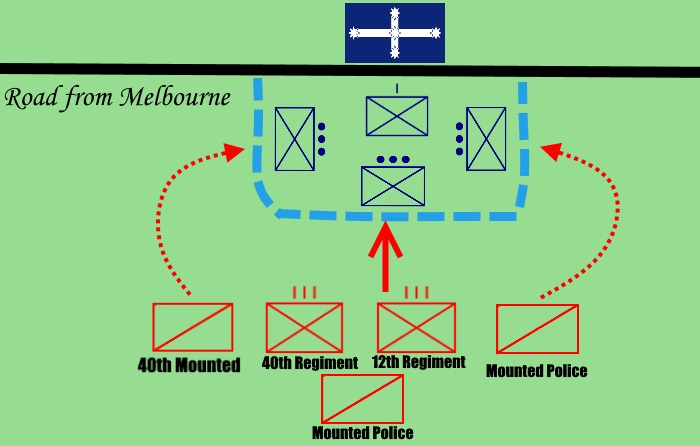
Mapa del campament i les forces contràries

A principis de desembre, el contingent de policia a Ballarat s'havia unit i superat en nombre per soldats de les guarnicions de l'exèrcit britànic a Victòria, inclosos els destacaments del 12è Regiment a Peu (East Suffolk) i del 40è (2n Somersetshire) Regiment a Peu. A les 3 de la matinada del diumenge 3 de desembre, una facció de 276 soldats i policies, sota el comandament del capità John W. Thomas, es va apropar al tancament d'Eureka i es va produir un enfrontament.

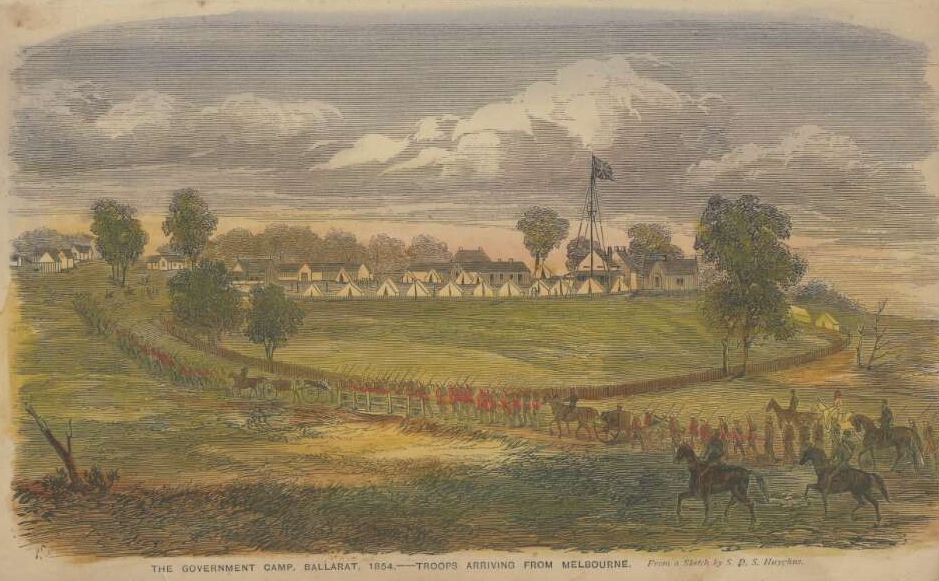
Tropes de Melbourne marxant vers Ballarat. [https://nla.gov.au/nla.cat-vn1478501 National Library of Australia

Les històries expliquen com les dones van córrer endavant i es van llançar sobre els ferits per evitar més assassinats indiscriminats. La Comissió d'Investigació va dir més tard que era «un sacrifici innecessari, així com despietat de vides humanes, sense discriminació d'innocents o culpables, i després que tota la resistència hagués desaparegut.»Al principi de la batalla, el "capità" Henry Ross va ser assassinat a trets.
Segons l'informe de Lalor, catorze miners (la majoria irlandesos) van morir a l'interior del campament i vuit més van morir després per les ferides que van patir. Una dotzena més en van resultar ferits, però es van recuperar. Tres mesos després de l'assalt a l'Eureka, Peter Lalor escrigué: «Com que les brutalitats inhumanes practicades per les tropes són tan conegudes, no és necessari repetir-les. Hi va haver 34 víctimes entre els cavadors, de les quals 22 van morir. La inusual proporció de morts respecte ferits fou per mor de la carnisseria dels militars i els uniformats després de la rendició».
Durant la batalla, el membre de la tropa policial i responsable del municipi John King, va enderrocar la bandera d'Eureka. Vora les vuit del matí, el capità Charles Pasley, el segon al comandament de les forces britàniques, fastiguejat per la carnisseria, va salvar un grup de presoners de ser passats per baioneta i va amenaçar de disparar a qualsevol policia o soldat que continués amb la matança. La valuosa ajuda de Pasley va ser reconeguda en comunicats de guerra impresos i exposats posteriorment davant del Consell Legislatiu de Victòria.
Cent catorze excavadors, alguns ferits, van ser conduïts al campament de les forces del Govern a uns dos quilòmetres de distància, on van ser mantinguts amuntegats en una presó improvisada, abans de ser traslladats a una pallissa més espaiosa dilluns al matí.